# Erdbeben von Vrancea 1977
Das Erdbeben von Vrancea 1977 hatte sein Epizentrum im rumänischen Kreis Vrancea. Es ereignete sich am 4. März 1977 um 21:21:54 Uhr Ortszeit (19:21:54 Uhr UTC, also 20:21:54 Uhr MEZ). Mit einer Stärke von 7,2 auf der Richterskala war es eines der bisher stärksten Erdbeben Europas. Mehr als 1.500 Menschen kamen ums Leben.

## Verlauf
Vom Epizentrum in der Vrancea-Zone aus verteilte sich das Beben asymmetrisch. Am stärksten wirkte es sich südlich des Ursprungsgebiets aus. Im 80 km vom Epizentrum entfernten Brașov und weiter nördlich in Siebenbürgen wurde nur geringer Schaden verursacht. Es hatte eine Dauer von 52 Sekunden.
Die Erschütterungen wurden in ganz Rumänien und in weiteren Ländern Südosteuropas gespürt.
Auf das Erdbeben folgten im Schnitt 10 bis 15 Nachbeben täglich. Das stärkste dieser Nachbeben innerhalb der ersten Woche hatte eine Intensität von 4,3 auf der Richterskala.
Zur Zeit des ersten Bebens befand sich der damalige Staatspräsident Rumäniens, Nicolae Ceaușescu auf einer Dienstreise in Nigeria. Noch in derselben Nacht flog er nach Rumänien zurück und verhängte daraufhin per präsidialem Dekret den nationalen Ausnahmezustand.

## Folgen

### Gebäude
Die größten Zerstörungen traten in Bukarest auf. Es stürzten 35 ältere, mehrstöckige Gebäude ein, vor allem im Zentrum der Stadt. Auch drei modernere Gebäude hielten dem Beben nicht stand. Zusätzlich traten in der ganzen Stadt weitere Schäden auf, die jedoch nicht zum Einsturz der betroffenen Gebäude führten. Die meisten kleinen Gebäude und viele der moderneren Bauten blieben unbeschädigt. Nennenswerte Brände traten nicht auf, jedoch fiel die Elektrizität in einem großen Teil der Stadt für etwa einen Tag aus.
Das Beben beeinträchtigte auch die medizinische Versorgung der Verletzten. Neun der 35 Krankenhäuser der Stadt mussten aus Sicherheitsgründen evakuiert werden.
Auch außerhalb Rumäniens entstanden Schäden. In Bulgarien führte das dort auch „Swischtow-Erdbeben“ genannte Beben zum Einsturz dreier Häuserblocks in der im Norden gelegenen Stadt Swischtow. Dabei starben mehrere Personen. In der heutigen Republik Moldau wurden mehrere Gebäude teils schwer beschädigt. In der Hauptstadt Chișinău wurden ebenfalls mehrere Menschen getötet, und es kam zu einer Panik.

### Opfer
Insgesamt fielen dem Erdbeben mehr als 1.500 Menschen zum Opfer, weitere 10.500 wurden verletzt. Aus Bulgarien wurden über 100 Tote und mehrere Hundert Verletzte gemeldet, vor allem aus der Stadt Swischtow. Die Zahl der Toten in der Moldauischen Sowjetrepublik wurde von den sowjetischen Behörden nie angegeben. Unter den Toten befanden sich auch mehrere bekannte Persönlichkeiten, beispielsweise der rumänische Schauspieler Toma Caragiu, der rumänische Schriftsteller Anatol E. Baconsky, die Sängerin Doina Badea sowie der Pianist und Komponist Tudor Dumitrescu.